# Шкаліків яр
Шкаліків яр — заповідне урочище, розташоване на території Роздолівської сільської ради Мурованокуриловецького району Вінницької області на північно-східній околиці с. Дружба. Оголошене відповідно до рішення Вінницького облвиконкому № 525 від 19.12.1985 р.
За фізико-географічним районуванням України належить до Могілівсько-Придністровського району Придністровсько-Подільської області Дністровсько-Дніпровської лісостепової провінції Лісостепової зони. Характерною для цієї ділянки є терасова лесова рівнина з сірими і темно-сірими опідзоленими ґрунтами. 3 геоморфологічної точки зору ця територія — нерозчленована тераса алювіальної акумулятивної рівнини.
Клімат помірно континентальний. Для нього характерне тривале, нежарке літо, і порівняно недовга, м'яка зима. Середня температура січня становить -5,5°… -5°С, липня +20°…+19,5°С. Річна кількість опадів складає 500—525 мм.
За геоботанічним районуванням України урочище належить до Європейської широколистяної області, Подільсько-Бесарабської провінції, Вінницького (Центральноподільського) округу.
На території урочища мальовничий ландшафт зі ставом і прилеглими болотами, глибоким яром (35 м завглибшки), виходами вапнякових порід, відслонення яких досягають 5 м висоти. По тальвегу яру протікає струмок, що утворює на відслоненнях корінних порід мальовничий водоспад.
На схилах яру переважають степові ділянки з домінуванням осоки низької. Значну частину в трав'яному покриві займають: оман мечолистий, юринея вапнякова, горлянка ялинкоподібна, цмин пісковий, коростянка блідо-жовта, віскарія зеленоквіткова, адоніс весняний, звіробій звичайний, материнка звичайна, валеріана російська, первоцвіт весняний тощо. 

## Галерея

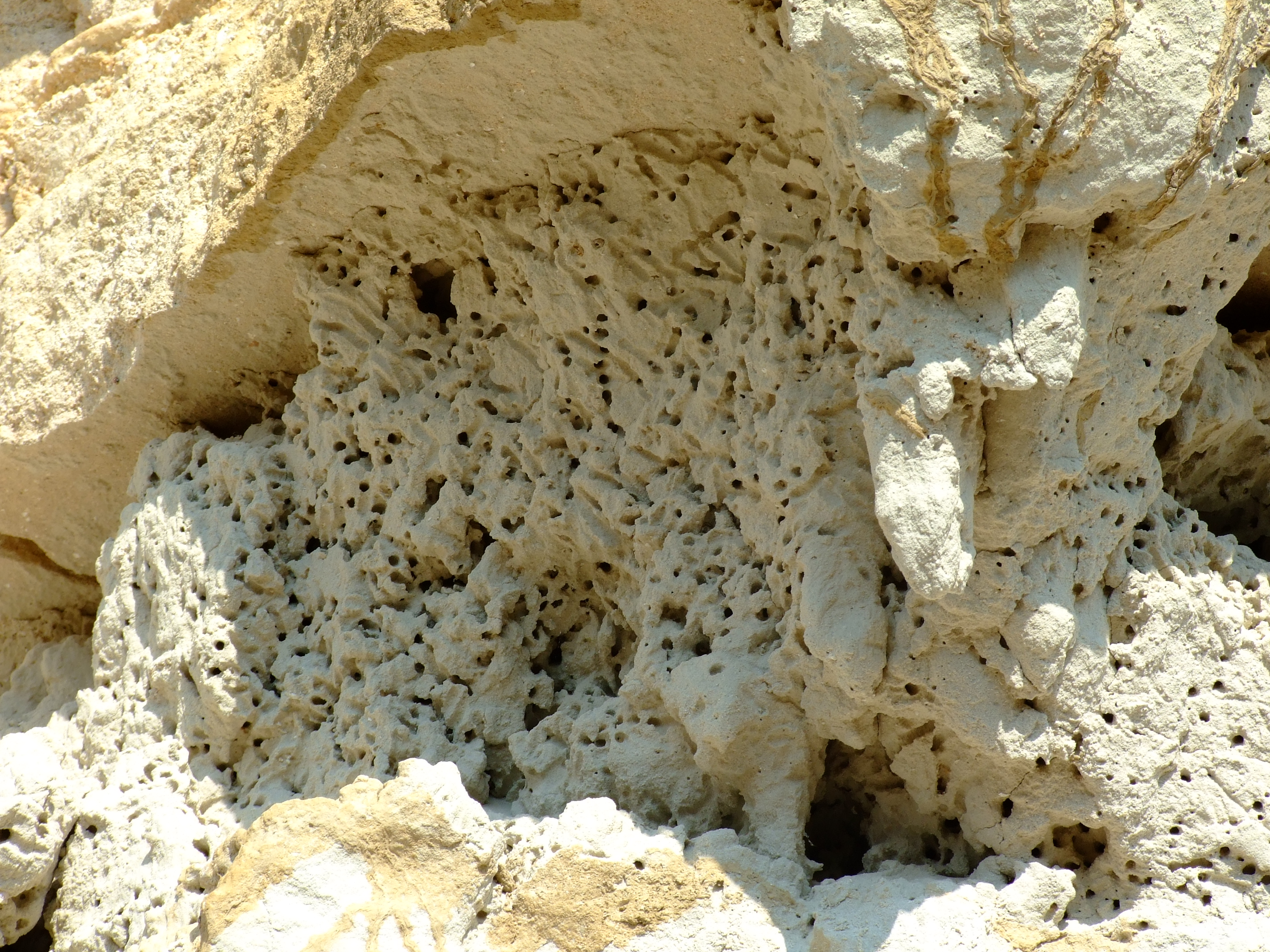
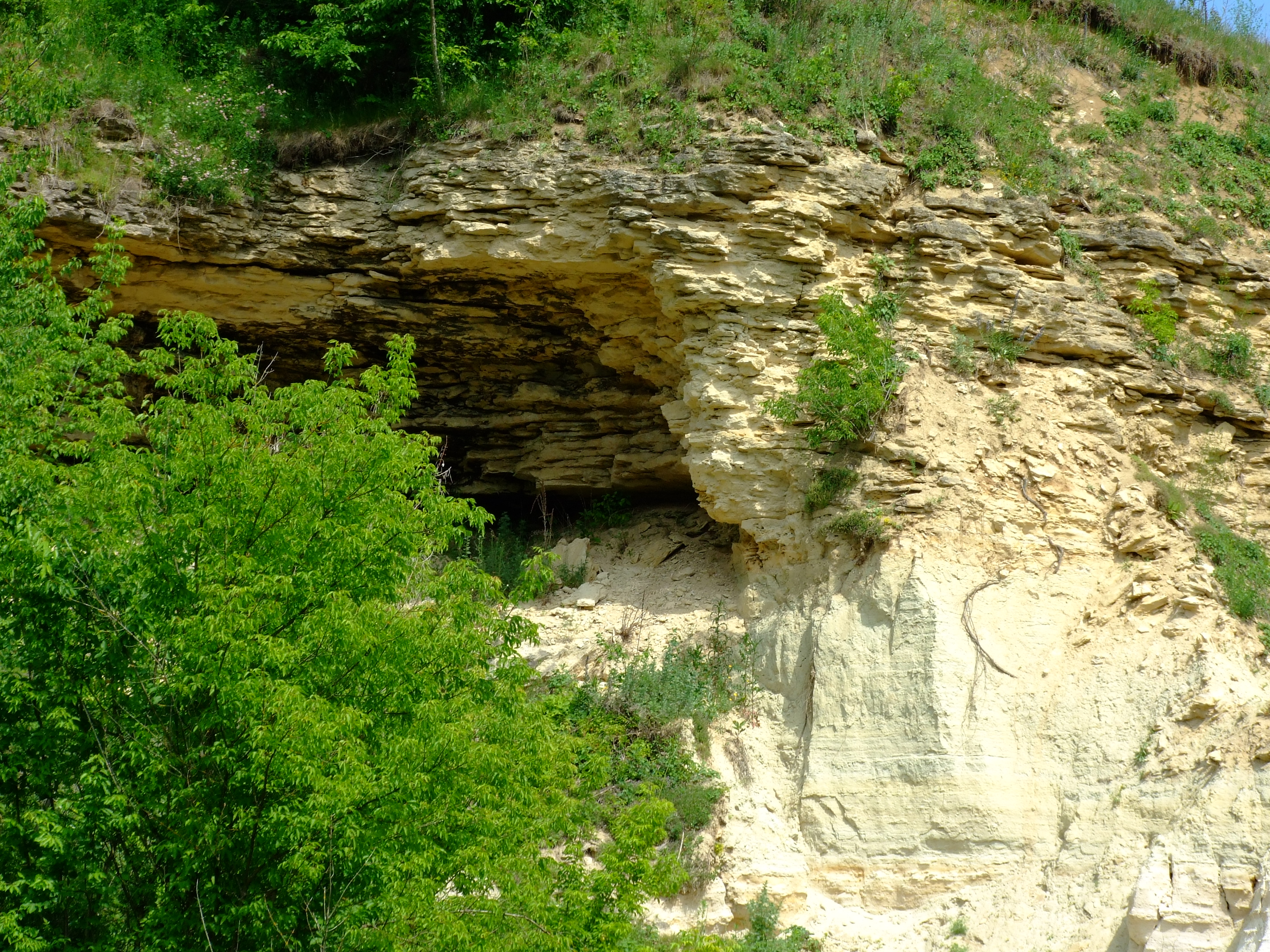
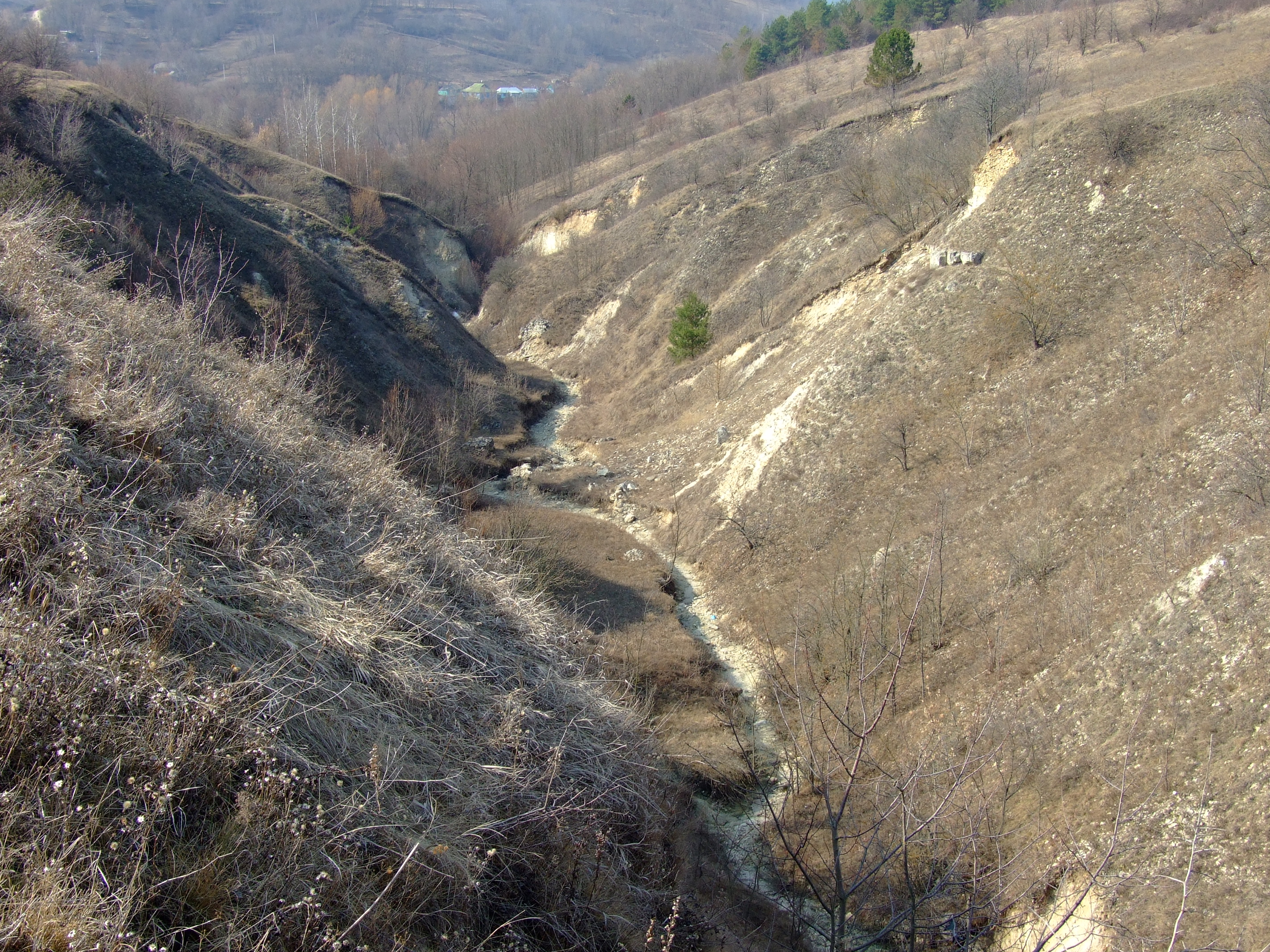
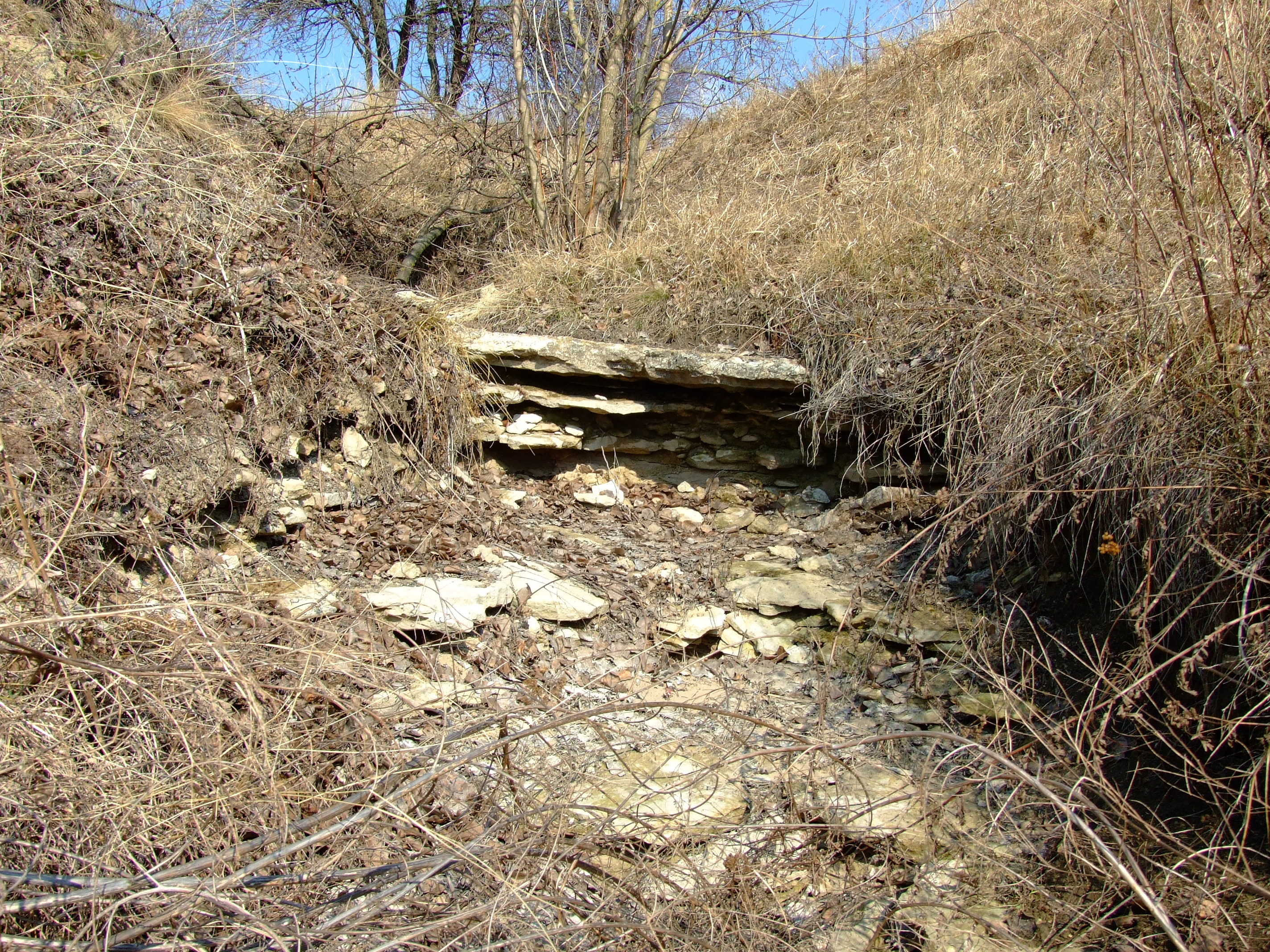
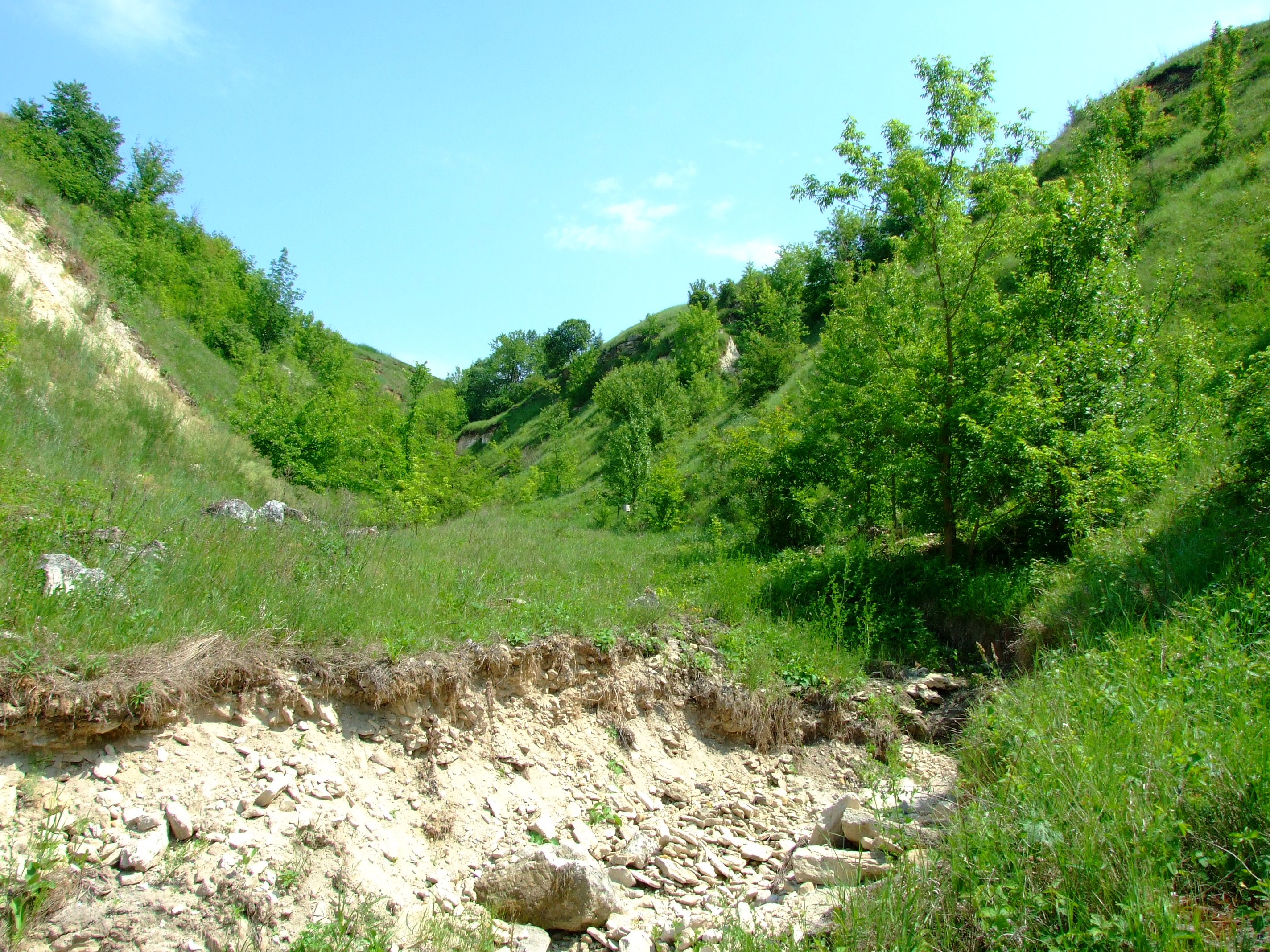